# János Plesch

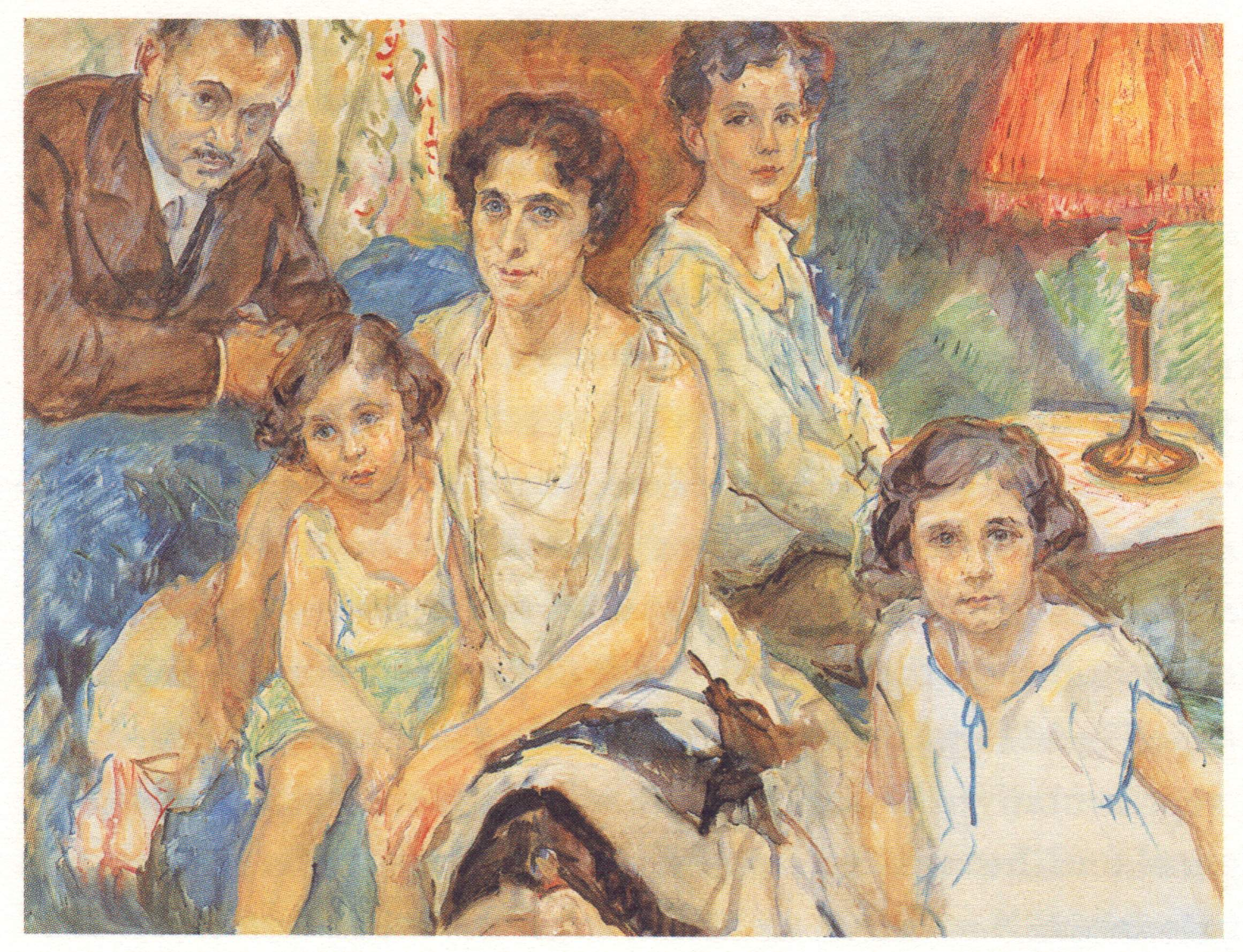
Max Slevogt: Die Familie des Arztes János Plesch (1928), János Plesch oben links mit Ehefrau Melanie und den drei Kindern

János (auch Johann, auch John) Oscar Plesch (* 18. November 1878 in Budapest; † 28. Februar 1957 in Beverly Hills, Kalifornien, USA) war ein ungarisch-deutsch-britischer Internist, Pathologe und Physiologe. 

## Leben und Tätigkeit

### Ausbildung und frühe Laufbahn
Plesch stammte aus einer ungarischen Mediziner- und Gelehrtenfamilie. Sein Vater Ludwig Plesch (1852–1908) war Kaufmann. Die Mutter Honoria Seligmann (1848–1917) war die Tochter eines Arztes aus Neupest.
Plesch wuchs im Haushalt seines Onkels in Neu-Pest auf, der die ärztliche Praxis des Großvaters übernommen hatte. Bereits mit viereinhalb Jahren besuchte Plesch gemeinsam mit seinem älteren Bruder die Schule. Nach dem Schulbesuch begann er mit nur sechzehn Jahren das Studium der Medizin an der Universität Budapest. Obwohl er bereits im dritten Semester als Demonstrator der Anatomie arbeitete, galt sein Interesse vor allem der Physiologie und der Pathophysiologie. Studienreisen führten ihn nach Wien, Berlin und Italien. 1900 schloss er das Studium mit der Promotion ab und nahm eine Assistentenstelle in dem damals weltberühmten Tuberkulose-Sanatorium von Hermann Brehmer im schlesischen Görbersdorf an. Hier eignete Plesch sich bei Julius Richard Petri, dem Erfinder der Petrischale, eine gründliche Schulung in Bakteriologie und Labortechnik an. 
Im Jahr darauf ging Plesch nach Straßburg zu Bernhard Naunyn, einem der führenden Vertreter der experimentellen klinischen Medizin. Von dort wechselte er nach Paris zu dem Physiker Henri Becquerel mit dem Auftrag, sich im Laboratorium des Ehepaares Marie und Pierre Curie über das neue Gebiet der Radioaktivität zu informieren. Neben der klinischen Medizin interessierten Plesch in Straßburg vor allem die pathologische Anatomie (Friedrich von Recklinghausen), die Pharmakologie (Oswald Schmiedeberg) und die Biochemie (Franz Hofmeister).

### Karriere in Deutschland (1903–1933)

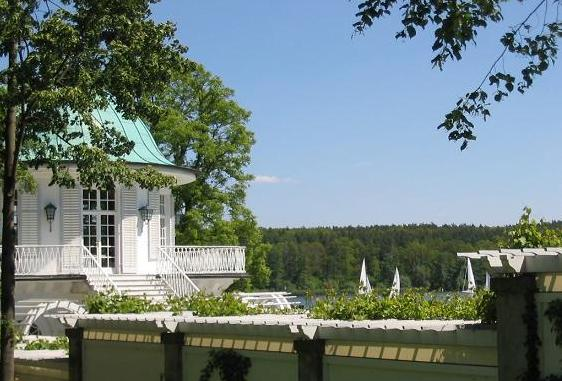
Villa Lemm, Berliner Landhaus von János Plesch und seiner Ehefrau Melanie nebst ihren drei Kindern, ein Treffpunkt des damaligen Berlins

1903 übersiedelte Plesch nach Berlin, um an der II. Medizinischen Klinik der Charité bei Friedrich Kraus und im Labor des Tierphysiologen Nathan Zuntz (1847–1920) an der Landwirtschaftlichen Hochschule seine weitere Ausbildung zu vervollkommnen. 
Sieben Jahre arbeitete Plesch an einer Monographie über die Hämodynamik (1909), die ihm breite Anerkennung und die deutsche Approbation („wissenschaftlich erprobte Leistungen“) einbrachte. 1910 habilitierte er sich als Privatdozent an der Friedrich-Wilhelms-Universität Berlin. Im selben Jahr erhielt er die deutsche Staatsbürgerschaft. Im Jahr zuvor war er vom jüdischen zum katholischen Glauben konvertiert. 1917 wurde Plesch zum Titularprofessor für Innere Medizin ernannt (1921 als außerordentlicher Professor bestallt).
Von 1912 bis 1933 leitete Plesch die Innere Abteilung am katholischen Franziskus-Krankenhaus Berlin. Parallel hierzu führte er eine luxuriöse Praxis in zentraler Lage.
Bei Ausbruch des Ersten Weltkriegs 1914 meldete Plesch sich zum deutschen Heer, zunächst in Berlin, dann als beratender Mediziner an verschiedenen Fronten. 
Plesch nahm regen Anteil am kulturellen, politischen und wissenschaftlichen Leben im Berlin der 1920er Jahre. Bekannte Maler (Max Liebermann, Max Slevogt, Emil Orlik, Oskar Kokoschka), Theater- und Filmleute Alfred Kerr, (Max Reinhardt, Elisabeth Bergner, Marlene Dietrich), Musiker (Fritz Kreisler, Yehudi Menuhin, Toscanini), Politprominenz (Emil Rathenau, Wilhelm II.) und Wissenschaftler (Paul Ehrlich, Fritz Haber, Albert Einstein) gehörten zu seinem Bekannten- und Freundeskreis. Einstein (1879–1955) wohnte und arbeitete sogar einige Zeit auf Pleschs Landsitz der Villa Lemm in Gatow. Plesch unternahm zahlreiche Reisen, 1913 nach Südamerika, 1924 in die USA und 1928 nach Osteuropa und Russland.

### Leben in der Emigration (ab 1933)
Nach der Machtergreifung der Nationalsozialisten ging Plesch, der seit seiner Niederlassung in Deutschland gegen die Klischees seiner "ostjüdischen" Herkunft hatte ankämpfen müssen, verstärkten Schikanen und Repressionen ausgesetzt. Im Mai 1933 emigrierte er nach Großbritannien, wo er noch einmal medizinische Examina ablegen musste und 1934 die englische Approbation erwarb, bevor er 1934 eine große Privatpraxis für Herzkrankheiten eröffnete. Zugleich arbeitete er als Pathologe am St. George Hospital in London und im Edward VII. Hospital.
Mit Hilfe von diplomatischen Kreisen konnte Plesch sein Vermögen nach Großbritannien transferieren und sich dort auf einem Landschloss in Aylesbury niederlassen. Die britische Staatsbürgerschaft erhielt er 1939.
Auch nach seiner Emigration sah Plesch sich (symbolischen) Schikanen durch das NS-Regime ausgesetzt: Im November 1933 wurde ihm die Lehrbefugnis in Deutschland offiziell aberkannt. Im Frühjahr 1940 wurde er von den nationalsozialistischen Polizeiorganen als Staatsfeind eingestuft und vom Reichssicherheitshauptamt auf die Sonderfahndungsliste G.B. gesetzt, ein Verzeichnis von Personen, die im Falle einer erfolgreichen deutschen Invasion Großbritanniens durch die Sonderkommandos der SS-Einsatzgruppen mit besonderer Priorität ausfindig gemacht und verhaftet werden sollten.
In England veröffentlichte Plesch regelmäßig wissenschaftliche Zeitschriftenbeiträge sowie zwei Monographien über Herz- und Gefäßerkrankungen (1937) und arterielle Hypertonie (1947). Außerdem legte er 1947 seine Autobiographie vor, in der er über seine Beziehungen zu Persönlichkeiten wie Einstein, Oskar Kokoschka, Wilhelm Furtwängler, Alfred Kerr und John Maynard Keynes berichtete. Diese wurde ein großer Erfolg: Sie wurde ein Bestseller und erfuhr Übersetzung in mehrere Sprachen.
1952 veröffentlichte Plesch eine Monographie über das Werk Rembrandt van Rijns, die die kunsthistorische Sicht auf diesen Maler wesentlich erweiterte: Plesch stellte hier die Theorie auf, dass in jedem echten Rembrandt-Gemälde durch assoziativ-intuitives Betrachten im Gesamtbild enthaltene Neben-, Schatten-, Begleit-, Rahmen-, Komplex- und Integrativbilder (Gesichter, Masken u. a.) aufgefunden werden können.
1951 verlegte Plesch, der Mitglied der Finnischen Akademie der Wissenschaften (1933) und der Royal Society of Medicine (1934) war, seinen Wohnsitz in die Schweiz nahe Montreux.

## Leistungen als Mediziner
Plesch war als Forscher äußerst vielseitig, Vowinckel und andere Forscher bezeichnen ihn als originell. Sein bevorzugtes Gebiet war die Pathophysiologie. Schon als Neunzehnjähriger schlug er eine neue Perkussionsmethode vor, mit im Mittelgelenk rechtwinklig gebeugtem Finger. Ab 1902 beschäftigte er sich mit den biologischen und pathologischen Wirkungen der Radioaktivität. Er entwickelte eine neue Methode der Frakturdiagnostik (1903), erkannte die Bedeutung der Gasanalyse für die experimentelle Physiologie (1906), beschrieb ein Chromophotometer zur klinischen Blutmengenbestimmung (1907) und veröffentlichte eine Monographie über hämodynamische Studien (1909). Plesch entwickelte einen Apparat zur funktionellen Hämoglobinbestimmung, das Kolbenkeilhämoglobinometer (1910), wies mit der Röntgen-Methode perikardiale Exsudate nach (1913) und publizierte zur Pathogenese und Prävention der Caissonkrankheit. 
In den Jahren 1922 bis 1929 erfand er die Tonoszillographie, ein erstes brauchbares und praktisches Gerät zur klinischen Blutdruckmessung nach dem oszillatorischen Prinzip, das bis zur Serienreife entwickelt wurde und 1930 auf den Markt kam. Pleschs Tonoszillograph lieferte Druck-Volumen-Kurven, die dadurch auffielen, dass sie im Kreisbogen aufgezeichnet wurden. Nachteile des Apparats waren ein großes Trägheitsmoment der beweglichen Teile, durch Schleuderung entstellte Pulsbilder und die nur grobe Erfassung der Oszillationen.
Blutdruck, Arteriosklerose und Herzerkrankungen blieben Pleschs Spezialgebiete. Er empfahl Klimakuren, entwarf Diättherapien und wies auf den Zusammenhang von Arteriosklerose und Hypercholesterinämie hin.

## Familie
Plesch war seit 1914 mit Melanie Gans (1884–1954), einer von fünf Töchtern des Großindustriellen Adolf Gans, einem der drei Brüder, die die Cassella-Farbwerke in Frankfurt leiteten. Mit dieser hatte er zwei Söhne (Peter Hariolf und Andreas Odilo) und eine Tochter (Dagmar Honoria). Der ältere Sohn Prof. Dr. Peter H. Plesch ist emeritierter Physical Chemistry Professor der Keele Universität von Stuffordshire UK und Vater von Daniel Plesch, Direktor von BASIC.
Pleschs Schwägerin, die Schwester seiner Frau war Marie Bernhardine Gans, die mit dem Manager Milton Seligmann verheiratet war.

## Werke
- Ueber ein verbessertes Verfahren der Perkussion. Münchn Med Wochenschr 49 (1902) 620
- „Der Kolbenkeilhämoglobinometer“, ein neuer Apparat zur funktionellen Hämoglobinbestimmung. Münchn Med Wochenschr 58 (1910) 406
- Ueber die klinische Methode und die Ergebnisse der Blutmengenbestimmung im lebenden Organismus. Dtsch Ges Inn Med (Verh.) 24 (1910) 585
- „Graphotonometer“, ein neuer selbstregistrierender Blutdruckapparat. Dtsch Ges Inn Med (Verh.) 34 (1922) 428
- Die Herzklappenfehler einschließlich der allgemeinen Diagnostik, Symptomatologie und Therapie der Herzkrankheiten, in: Friedrich Kraus, Theodor Brugsch: Spezielle Pathologie und Therapie innerer Krankheiten. Berlin 1925, Bd. 4, S. 1001
- „Tonoszillograph“ ein Apparat zur klinischen Blutdruckbestimmung. Dtsch Ges Inn Med (Verh.) 41 (1929) 400
- Tonoszillographische Blutdruckmessung und die Deutung der Blutdruckkurve, in: Emil Abderhalden: Handbuch der biologischen Arbeitsmethoden. 1931, Bd. 5 (8), S. 773
- Physiology and Pathology of the Heart and Blood-Vessels. London 1937.
- Blood Pressure and its Disorders, 1944.
- Blood Pressure and Angina pectoris. London 1947
- János, The Story of a Doctor London 1947. (Übersetzung: János. Ein Arzt erzählt sein Leben München 1949)
- Rembrandt im Rembrandt Basel 1952.